# Adolph Knigge
Adolph Franz Friedrich Ludwig friherre Knigge (født 16. oktober 1752 i Bredenbeck ved Hannover, død 6. maj 1796 i Bremen) var en tysk forfatter, frimurer, oplysningstænker og højtstående medlem af Illuminati; har skrevet bogen Kunsten at omgaas Mennesker (Über den Umgang mit Menschen', 1788).